# Перучанское водохранилище
Перучанское водохранилище (хорв. Perućko jezero) — водохранилище на юге Хорватии на реке Цетина. Второе по величине водохранилище страны после Дубравского водохранилища и третий по величине водоём страны, площадью 13 км². В административном плане водохранилище расположено в жупании Сплит-Далмация.
Водохранилище имеет вытянутую с северо-запада на юго-восток форму. Длина водоёма — 18 км, ширина колеблется от 3 км до 200 метров. Наибольшая глубина водоёма — 64 м, высота над уровнем моря — 360 метров. К востоку от водохранилища находятся горы Динарского нагорья и граница с Боснией и Герцеговиной (проходит примерно в 8 км от Перучанского водохранилища). По западному берегу проложена автодорога D1 на участке Книн — Синь.
Водохранилище образовано плотиной на Цетине, построенной в 1958 году. Плотина обслуживает Перучанскую ГЭС, открытую в 1960 году.
В январе 1993 года в ходе войны в Хорватии после успешной для хорватской армии операции Масленица, сербские силы предприняли попытку взорвать дамбу Перучанского водохранилища, что поставило бы под угрозу затопления хорватские населённые пункты ниже по течению. Попытка не увенчалась успехом, хотя дамба была серьёзно повреждена. Вскоре плотина перешла под контроль хорватов, что устранило угрозу её разрушения. Восстановительные работы продолжались с августа 1993 года по май 1996 года. В 2011 году президент Хорватии Иво Йосипович наградил солдат, участвовавших в спасении Перучанской дамбы. Сербский генерал Б. Джукич, обвиненный хорватскими властями в организации попытки уничтожении дамбы, был в июле 2015 года арестован в Черногории и вскоре выдан Хорватии. С 2002 по 2008 год на ГЭС проводились ремонтные работы и модернизация. Средняя годовая производительность электростанции — 120 ГВ/ч, в 2009 г — 160,9 ГВ/ч.